# Alain Tasso
Pour les articles homonymes, voir Tasso (homonymie).
Alain Tasso, né le 22 juillet 1962 à Beyrouth, est un poète, peintre, calligraphe et essayiste franco-libanais. Autodidacte, son œuvre abondante, d’une grande intensité littéraire, est largement commentée par la critique.

## Biographie
Après une scolarité secondaire au Grand lycée franco-libanais de Beyrouth, il refuse de passer son baccalauréat et suit des études de comptabilité, auxquelles il renonce quelques années plus tard. Ses intérêts portant sur les antiquités, les objets d’art et la musique classique, spécialement la musique baroque sacrée (d'ailleurs il s'est mis au piano à l’âge de cinq ans), il ouvre en 1987 une galerie d’art nommée « L’insolite ». C'est à ce moment-là, en pleine guerre du Liban, qu'il se spécialise en Art nouveau et dans les arts de l’Orient. En parallèle, il dessine des miniatures et des calligraphies. Deux ans plus tard, il ferme la galerie en raison des violents conflits qui ravagent le pays. Entre 1992 et 2000, il est pigiste dans plusieurs magazines et quotidiens de langue française et arabe à Beyrouth (L'Orient-Le Jour entre autres), et publie en 1993 un recueil préfacé par le poète libanais Saïd Akl.
En 2001, il fonde Péristyles, cahiers artistiques et littéraires qu’il présente avec le critique libanais Joseph Tarrab à l'université Saint-Joseph de Beyrouth. En 2003, une étude sur la « Neige écarlate » le mêle aux poètes Yves Bonnefoy et Paul Celan.  
Il figure, en 2008, dans une anthologie publiée aux éditions Seghers, Poésies de langue française.
Alain Tasso est l’auteur de plus de dix recueils de poèmes illustrés par lui-même ou par des peintres classiques (Raphaël, Michel Ange, Léonard de Vinci, Van Der Weyden dans Retables pour des murs en papier, 2001), ou modernes (Egon Schiele pour le Sang des neiges et autres poèmes, 2002). Il est aussi auteur de plusieurs essais sur l’éthique, ainsi que sur l’image et le pouvoir dans une société contemporaine déshumanisée (Les fins de l’image, 2009 ; Encore ce peu d’images malgré tout, 2011).
Sa poésie, au départ mystique (Les lampes d’écume, 1999), évolue dans un expressionnisme très souligné (Fragments chaotiques, 2000 ; Retables pour des murs en papier, 2001 ; Sang des neiges et autres poèmes, 2002 ; Intailles, Te Deum pour un requiem du temps, 2004), avant de se densifier, faisant de lui, et dans un style très pur et littéraire, un “poète de la présence”, et une figure de la poésie de langue française (De neige et de pierres, Poèmes pour l’improbable, 2005 ; Assomption d’une autre saison, 2005 ; Paysages de flot précédé de Sommeil des Ancolies, 2009 ; Brisants comme dictame d’un monde trépassé, 2010).
En 2010, les éditions de la Revue phénicienne publient une anthologie intitulée Alain Tasso, et précédée de onze textes de critiques et d’études.
Alain Tasso est de même auteur de nombreux livres d’artistes.

### Expositions

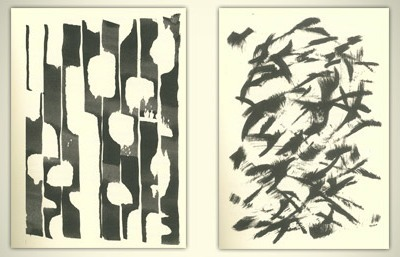
Dessin calligraphique d'Alain Tasso

En 1998, il participe à une exposition collective pour le cinquantenaire de la Déclaration universelle des droits de l’Homme. 
Il participe depuis 1995 à plusieurs expositions de peinture, où le tracé passe de la calligraphie arabe abstraite, aux intentions soufies, à un langage dense et monochromatique noir.
En 2000 puis en 2011, la librairie « L’écume des pages » à Paris lui ouvre ses vitrines.
Au Salon du livre francophone de Beyrouth en 2012, le Conseiller de coopération et d'action culturelle de l'Institut français du Liban offre des vitrines pour y exposer les œuvres de l'artiste.
Un fonds Alain Tasso contenant des manuscrits, des recueils enluminés et des encres, a été créé en 2011 à la Bibliothèque nationale de France (BNF) - 
NAF 28641. Fonds Alain Tasso.
Ses livres d'artistes, recueils et manuscrits, font partie de la collection de la Bibliothèque Royale de Belgique (KBR) et placés dans la réserve précieuse et de la collection de la Bibliothèque impériale de Vienne en Autriche dans le Palais du Hofburg (Österreichischen Nationalbibliothek) dans le département des manuscrits et de gravures anciennes.

### Enseignement
Depuis 1999 et jusqu’en 2020, il a été chargé du cours « Esthétique » en cycle master à l'Institut d’études scéniques, audiovisuelles et cinématographiques (IESAV) de l'université Saint-Joseph de Beyrouth. Il est peut-être le seul enseignant autodidacte au Liban[réf. nécessaire]. Il enseigne d’autres cours dans la même université: médiation interculturelle, histoire de l’art, arts plastiques, et communication culturelle dans divers départements de la Faculté des sciences humaines. 
Il a enseigné également à l’Académie libanaise des beaux-arts.

## Intervention médiatique
En 2011, Alain Tasso est l'invité d'Alex Taylor pour l'émission « I-talk » sur Euronews, à propos du printemps arabe.

## Distinctions
En 1994 il reçoit la Croix d'Or patriarcale des mains du patriarche Maximos V, patriarche de tout l'Orient, d'Alexandrie et de Jérusalem. 
En 1996, il est promu chevalier de l'ordre patriarcal de la Sainte-Croix de Jérusalem, distinction catholique orientale. 
En 2005, il est promu chevalier des Arts et des Lettres par le gouvernement français,

## Publications

### Collection « Les blés d’or »
- Les Lampes d’écume, 1999 (encres et aquarelles de l’auteur)
- Fragments chaotiques, 2000 (encres de l’auteur)
- Le Champ de l’hypostase, 2000 (encres de l’auteur)
- Retables pour des murs en papier, 2001 (dessins de Michel-Ange, Raphaël, Watteau, Delacroix, Léonard de Vinci, Van Der Weyden, Dürer et Rodin)
- Sang des neiges et autres poèmes, 2002 (peintures de Egon Schiele) accompagné d’un CD intitulé : L’exégèse du souffle (récitation de 5 recueils par Alain Tasso accompagnée de musique)
- Intailles, Te deum pour un requiem du temps, 2004 (encres de l’auteur)
- De neige et de pierres, poèmes pour l’improbable, 2005 (photographies Rudy Bou Chebel)
- Assomption d’une autre saison, 2005 (encres de l’auteur)
- Paysages de Flot précédé de Sommeil des ancolies, 2009 (gravures sur bois de Nicolas Eekman)
- Brisants comme dictame d’un monde trépassé, 2010 (dix poèmes et des icônes)
- Soliloques d’un jacquemart, Autrement dit le librettiste des brumes, 2016

### Aux éditions de la Revue phénicienne
- Alain Tasso, 2010 (collectif comprenant onze textes critiques par divers spécialistes et poètes, et suivi d’une anthologie de poèmes, de proses et d’encres)

### Auxéditions Seghers
- Poésies de langue française, 144 poètes de langue française autour du monde, 2008 (anthologie présentée par Stéphane Bataillon, Sylvestre Clancier et Bruno Doucey, pages 361 ; 362 ; 454)

### Auxéditions Gallimard
- Les Très Riches Heures du livre pauvre, 2011 (Daniel Leuwers, pages 51 ; 67 ; 69 ; 88 ; 94 ; 196)

## Essais
- L’homme a le mal de l’homme, sur la peinture de Egon Schiele, Les blés d’or, estetica, 2002
- Au-delà du gestaltisme, Khalil Gibran un pinceau de larmes, in Gibran K. Gibran pionnier de la Renaissance à venir, actes du colloque, 2006, Université Saint-Esprit de Kaslik, pages 143 à 149
- Une eau dans ses braises, préface du catalogue d’exposition d’Ayman Baalbaki, galerie Agial, Beyrouth 2008
- Les fins de l’image, Les blés d’or estetica, 2009. Conférence donnée à l’occasion du colloque « Images et éthique », IESAV, Université Saint-Joseph, décembre 2008 (publiée aussi dans les actes du colloque, « Regards », numéro 11, 2009)
- Encore ce peu d’images malgré tout, Les blés d’or estetica, Printemps 2011

## Textes en revue
- Il correo galeo (dans les années 1990)
- Digraphes, numéro 92, Printemps 2000
- Penelope, Trame di scrittura, numéro 1, 2004
- Plaisances (Rivista quadrimestrale di litteratura francese moderna e contemporanea, numéro 10, 2007)
- Interpretare, numéros 8/9/10, juin 2004
- Secousses, éditions Obsidiane, numéro 4, juin 2011

## Études sur l'auteur
- Le haut message et son sol natif par Jad Hatem (postface) in  Encres profondes, collection Les blés d’or, 1999
- Dans le sillage de la flèche, sur un dessin de Alain Tasso par Gisèle Vanhese, (bilingue, italien-français), collection Les blés d’or estetica, 2000
- Vie et poésie, par Jad Hatem ; « Travaux et jours », numéro 66, automne 2000 (Université Saint-Joseph de Beyrouth) p. 156–159
- Langue de l’ultime – expérience mystique. Sur Le champ de l’hypostase de Alain Tasso par Sabah Zouein, collection Les blés d’or estetica, 2001 (bilingue, arabe – français)
- Séminaire sur « La poésie d’Alain Tasso et les problèmes qu’elle pose à la traduction en italien » à l’Université de la Calabre, Italie, 28–31 mars 2001
- Tra la cenere e il fuoco, la poesia libanese contemporanea, par Gisèle Vanhese ; « Il lettore di provincia, teste e ricerche critica », numéro 113-114-2002
- Noir de lumière, rencontres autour de la poésie et de la peinture d’Alain Tasso (Centre culturel français de Beyrouth), Les blés d’or estetica, mars 2003 (Un opuscule réunissant les interventions de Zahida Darwiche-Jabbour, Marie-Ange Prince, Nicole Saliba-Chalhoub, et Gisèle Vanhese a été publié en 2004)
- Le souffle du néant – Alain Tasso, poète et peintre du Liban, film documentaire réalisé par Elie Yazbek, 2003
- Un goût d’Orient dans une poésie française, étude critique sur « Les lampes d’écume et autres poèmes d’Alain Tasso » (traduction arabe éditions Dar An Nahar, Beyrouth, 2003), par Mohammad Ali Chamseddine, Al Safir (quotidien libanais) 10/12/2003 p. 10
- La neige écarlate dans la poésie de Yves Bonnefoy, Paul Celan, Alain Tasso, Salvatore Quasimodo et Lance Henson, Gisèle Vanhese, éditions Dar An Nahar, Beyrouth, 2003, p. 19–23
- De l’expressionnisme à la mystique dans Les lampes d’écume et Sang des neiges d’Alain Tasso, Rita Stéphan (mémoire de maîtrise en Lettres françaises modernes, Université Saint-Esprit de Kaslik, Liban, 2004
- Voyage sur le tapis des mots, Zahida Darwiche Jabbour, Plaisance, Rivista di Letteratura francese moderna e contemporanea, numéro 10, 2007, Roma, p. 18–19
- Alain Tasso ou la poésie du verbe, Nicole Saliba-Chalhoub, Plaisance, Rivista di Letteratura Francese Moderna e Contemporanea, numéro 10, 2007, Roma, p. 107–116
- Littératures francophones du Moyen-Orient, Zahida Darwiche Jabbour, éditions Edisud, Aix en Provence, France, 2007, p. 90 et p. 117–118
- Du Tao à la Croix, sur des dessins d’Alain Tasso in La rosace, prolégomènes à la  mystique comparée, Jad Hatem, éditions du Cygne, Paris 2008, p. 95–126
- Alain Tasso, d’un chant solitaire, Nimrod, Les blés d’or estetica, Jounieh, Liban, 2010
- Alain Tasso, (collectif comprenant dix textes critiques par divers spécialistes et poètes, et suivi d’une anthologie de poèmes, de proses et d’encres) aux éditions de la Revue Phénicienne, Liban, 2010.

## Sources
- Alain Tasso, (collectif comprenant dix textes critiques par divers spécialistes et poètes, et suivi d’une anthologie de poèmes, de proses et d’encres) aux éditions de la Revue Phénicienne, Liban, 2010
- Bibliothèque de la Faculté des sciences humaines de l'Université Saint-Joseph de Beyrouth
- Bibliothèque nationale de France (BnF)
- Bibliothèque du Centre culturel français de Beyrouth
- Bibliothèque de l'Université Saint-Esprit de Kaslik